# Nor Cinti

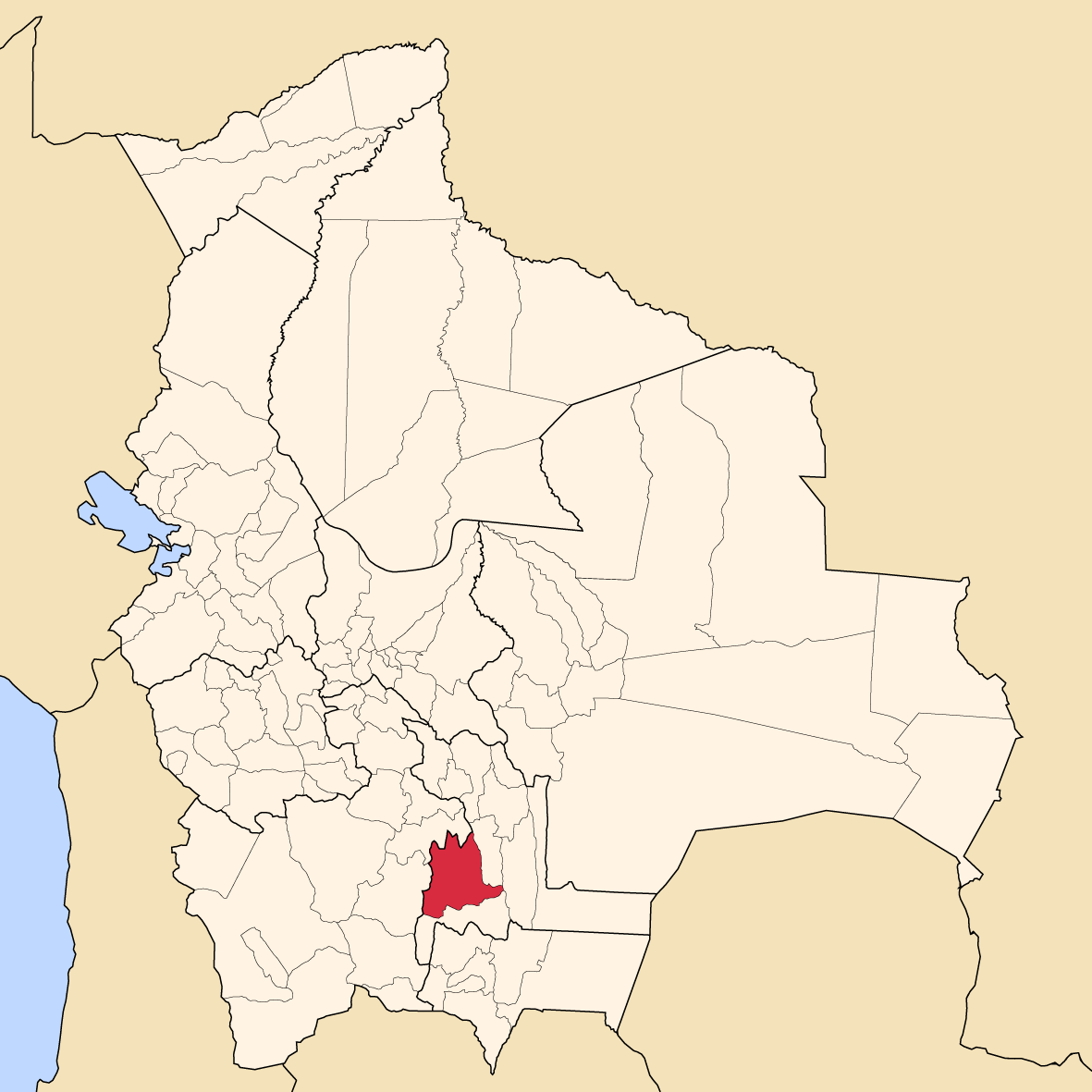
Provinsens läge i Bolivia

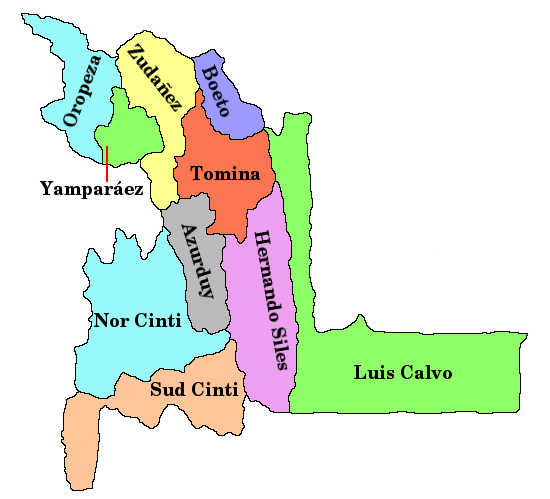
Provinser i Chuquisaca

Nor Cinti är en provins i departementet Chuquisaca i Bolivia. Huvudstad i provinsen är Camargo.